# 大森元貴
大森 元貴（おおもり もとき、1996年〈平成8年〉9月14日 - ）は、日本の歌手、シンガーソングライター、ギタリスト、作詞家、作曲家、編曲家、俳優。ロックバンド・Mrs. GREEN APPLEのメンバーで、ボーカル・ギター担当。東京都西東京市出身。

## 来歴
2013年、Mrs. GREEN APPLEを結成。2021年1月19日、YouTubeチャンネルを開設し、2月18日には、ソロデビューを発表し、同月24日、1stデジタルEP『French』でソロデビュー。8月6日には、2ndデジタルEP『Midnight』をリリース。
9月15日、初の著書となる絵本『メメント・モリ』（文：大森元貴、絵：大谷たらふ）を発売。2024年12月14日・15日には『メメント・モリ』の朗読劇が、埼玉・ところざわサクラタウンで開催された。上白石萌音が出演し、鈴木勝秀が脚本・演出、大嶋吾郎が音楽監督を務めた。
2025年4月25日から公開された映画『#真相をお話しします』で出演し俳優デビュー。デビュー作にして初主演を務めた。同年5月28日には4年ぶりとなる楽曲『絵画』とてれび戦士に楽曲提供した『こたえあわせ』のセルフカバーを収録した3rdデジタルシングル『絵画』がリリースされる。

## 人物
MONGOL800の影響で、小学6年生の時にエピフォンのベースを購入し、卒業式で目立ちたいという動機から同級生と先生で「1733（ワンセブンダブルスリー）」を結成する。このバンドで、自身初のオリジナル曲とMONGOL800のコピー曲を披露した。
その後、コードなども学びたいと思い、ギターを始めた。家におもちゃのギターがあったため、楽器屋に持っていき、弦の張り替えから覚え、無名メーカーのレスポールタイプのギターを購入する。当時の楽曲制作は独学だったが、ベースから音楽活動を始めた経験を生かし、コード進行から作り出したという。オリジナル楽曲の制作の他、RADWIMPSやONE OK ROCKのコピーをしていた。　
中学1年生の時、独学でDTMを始める。当時について大森は「打ち込みの概念を理解しておらず、手探りで試行錯誤していた」と語っており、オーディオインターフェースの存在を認知しておらずギターを録音する方法が分からなかったり、MIDIコントローラーの存在も認知していなかったため電子ピアノに入っているドラムの音色を鳴らして、スピーカーにマイクを近づけてリズムを録音していた。
Mrs. GREEN APPLEを結成するまで、DAWはApple社製のGarageBandを使用。結成以後は、同社製のLogic Pro Xと、アビッド・テクノロジー社製のPro Toolsを使用している。
デモ音源の制作は、トラックメイクが先、メロディと歌詞が後というスタイル。メロディと歌詞は「同時に降りてくる」という。完成形を意図して制作することはなく、入れたい言葉や母音のはまり具合をイメージと照らし合わせながら、作詞と同時にメロディを歌唱して録音している。「録音が済んだ頃には、もう他人の曲みたいな感じ」であると語っている。アレンジと楽器の録音は、同時進行であり、ギターから作り始めることは皆無に等しい。
YouTubeなどの試聴サイトで、曲の冒頭部から30秒くらいしか聴いてもらえない場合を想定し「サビまでの30秒を待たせるくらいなら、Aメロから掴みにいきたい」ので、イントロのアレンジから制作をはじめる。サビを最初につくることは少ない。楽譜は「書けないし、読めない」ため、自身がパソコンで作曲したものを、藤澤と若井が耳で聞いて、音を探っている。趣味・特技は、絵を描くこととバレーボール。
愛着の湧かない食べ物はトマト。嫌いな食べ物はいちご。りんごアレルギーである。また、軽度の大豆アレルギーでもある。2024年1月20日、突発性難聴の診断を受けたことを公表。なお、活動は継続するとしている。

### 交友関係
- 嵐の二宮和也とは、互いに食事に誘い合うほど仲が良い。二宮もミセスのファンであり、Mrs. GREEN APPLEの楽曲「Attitude」をカバーしている。2022年公開の二宮の主演映画『ラーゲリより愛を込めて』では、主題歌「Soranji」を提供している[13]。
- 元Sexy Zoneの中島健人とは、上記の映画に中島が出演しており、映画の舞台挨拶に大森がゲストとして登壇し、舞台袖でトークが弾み、急接近したという。大森は中島のことを「ティーニキ」と呼んでおり、中島は大森のことを「元貴」と呼んでいる[14]。
- 研ナオコとは、ヒコロヒーがパーソナリティーを務める「トーキョー・エフエムロヒー」で、研が「ケセラセラ」をリクエストしたことがきっかけで、知り合ったという[15]。一緒にバラエティーに出演したり[16]、プライベートで食事に行くなど、親交を深めている[17]。

## 使用ギター
高校1年生の頃に、アルバイトで貯めたお金で購入したフェンダー・テレキャスター（Fender 50th Anniversary Telecaster）をメインで使用している。大森曰く、「音の立ち上がりが太く迫力がある。アルペジオだったりバッキングだったり、いろいろなプレイにちゃんと寄り添ってくれるオールマイティな楽器」として評価している。

## ディスコグラフィ

### シングル・EP
| 全作詞・作曲・編曲: 大森元貴。 |                    |          |            |      |
| #                              | タイトル           | 作詞     | 作曲・編曲 | 時間 |
| 1.                             | 「French」         | 大森元貴 | 大森元貴   | 3:28 |
| 2.                             | 「メメント・モリ」 | 大森元貴 | 大森元貴   | 3:35 |
| 3.                             | 「わたしの音」     | 大森元貴 | 大森元貴   | 2:45 |
| 合計時間:                      | 合計時間:          | 9:48     |            |      |

| 全作詞・作曲・編曲: 大森元貴。 |                          |          |            |      |
| #                              | タイトル                 | 作詞     | 作曲・編曲 | 時間 |
| 1.                             | 「Midnight」             | 大森元貴 | 大森元貴   | 3:50 |
| 2.                             | 「メイプル」             | 大森元貴 | 大森元貴   | 4:32 |
| 3.                             | 「ヒカルモノクラクナル」 | 大森元貴 | 大森元貴   | 3:18 |
| 合計時間:                      | 合計時間:                | 11:40    |            |      |

### ミュージック・ビデオ
| 公開日 | 公開日  | タイトル | リンク     | 備考                                                                       |
| 年     | 月日    | タイトル | リンク     | 備考                                                                       |
| ------ | ------- | -------- | ---------- | -------------------------------------------------------------------------- |
| 2021年 | 2月24日 | French   | [ 動画 1 ] | 大森によるコンテンポラリー・ダンスを収録。                                 |
| 2021年 | 8月6日  | Midnight | [ 動画 2 ] | 大森がダンサー8名を従えたダンスパフォーマンスを披露している。              |
| 2025年 | 5月28日 | 絵画     | [ 動画 3 ] | s**t kingzのKazukiが振付を担当しダンスパフォーマンスをダンサー10名と披露。 |

### 参加作品
| 配信日       | タイトル                | アーティスト     |
| ------------ | ----------------------- | ---------------- |
| 2017年4月2日 | STAY TUNE               | Buzz Connections |
| 2020年3月4日 | 103 feat. motoki ohmori | KERENMI          |

### 楽曲提供
| 発売日        | タイトル               | アーティスト        | 収録アルバム                |
| ------------- | ---------------------- | ------------------- | --------------------------- |
| 2017年1月18日 | 恋のエフェクトMAGIC    | 夢みるアドレセンス  | 5                           |
| 2017年11月8日 | シンガロン・シンガソン | 私立恵比寿中学      | MUSiC                       |
| 2019年4月24日 | ルラルララ             | Kis-My-Ft2          | FREE HUGS!                  |
| 2021年1月20日 | Force                  | TOMORROW X TOGETHER | STILL DREAMING              |
| 2022年6月22日 | 私は最強               | Ado                 | ウタの歌 ONE PIECE FILM RED |
| 2024年6月28日 | レナセールセレナーデ   | ももいろクローバーZ | 未収録                      |
| 2025年2月5日  | AlwayS                 | NiziU               | AWAKE                       |
| 2025年4月15日 | こたえあわせ           | てれび戦士          | 未収録                      |

## タイアップ
| 起用年 | タイトル | タイアップ先                                                                        |
| ------ | -------- | ----------------------------------------------------------------------------------- |
| 2021年 | メイプル | ABEMA『明日も好きでいて、いいですか？ by 今日、好きになりました。SEASON1, 2』主題歌 |
| 2024年 | Øy       | ゲームアプリ「リヴリーアイランド」オリジナルBGM                                     |

## 出演

### ラジオ
- ミセスLOCKS!（2020年9月8日 - 2021年3月30日、TOKYO FM）[注 3][21][注 4]
- TOKYO SPEAKEASY（2025年4月23日、TOKYO FM）[注 5][22]

### ドラマ
- 忍者戦隊カクレンジャー 第三部・中年奮闘編（2024年8月4日、東映特撮ファンクラブ）- 吾郎 役[23]
- 連続テレビ小説 あんぱん 第91回 -（2025年8月4日 - 、NHK） - いせたくや 役[24]

### 映画
- #真相をお話しします（2025年4月25日）- 主演・鈴木 役（菊池風磨とダブル主演）[25]

### CM
- キリンビール「淡麗グリーンラベル」
  - GREEN JUKEBOX 始篇（2024年5月7日 - 11月12日）[26]
  - GREEN JUKEBOX 休篇（2025年7月3日 - ）[27]
- Honda「FREED」（2025年1月2日 - ）[28]

### YouTube
- THE FIRST TAKE
  - AlwayS with Motoki Ohmori from Mrs. GREEN APPLE（2025年1月22日）[29]
- 真相の部屋（映画「#真相をお話しします」公式チャンネル）（2024年12月10日 - 2025年6月26日）[30]

## 書籍
- メメント・モリ - 著作（2021年9月15日、KADOKAWA）[5][31]

### 玩具
- 忍者戦隊カクレンジャー ドロンチェンジャー 30th ANNIVERSARY EDITION（2025年3月）

## 受賞
- 2022年12月9日、Billboard JAPANが発表した2022年の年間ランキングにおいて、作詞家チャート「Top Lyricists」と作曲家チャート「Top Composers」にて、それぞれ9位を獲得した[32][33]。
- 2023年12月8日、Billboard JAPANが発表した2023年の年間ランキングにおいて、作詞家チャート「Top Lyricists」と作曲家チャート「Top Composers」にて、それぞれ1位を獲得した[34][35]。
- 2024年6月7日、Billboard JAPANが発表した2024年上半期ランキングにおいて、作詞家チャート「Top Lyricists」と作曲家チャート「Top Composers」にて、それぞれ1位を獲得した[36][37]。2023年の年間ランキングに引き続き、2度目の1位獲得となった。
- 2024年12月6日、Billboard JAPANが発表した2024年の年間ランキングにおいて、作詞家チャート「Top Lyricists」と作曲家チャート「Top Composers」にて、それぞれ1位を獲得した[38][39]。5冠達成で、2年連続の年間1位獲得となった。
- 2025年4月25日、GQ JAPANが発表したGQ JAPAN Creativity Awards 2025を音楽分野で受賞した[40][41]。
- 2025年6月7日、Billboard JAPANが発表した2025年上半期ランキングにおいて、作詞家チャート「Top Lyricists」と作曲家チャート「Top Composers」にて、それぞれ1位を獲得した[42][43]。ストリーミング、動画、ラジオ、ダウンロード、カラオケの5指標で1位獲得となった。
- 2025年6月27日、ORICON NEWSの『2025年 上半期ブレイク俳優ランキング（男性編）』でMrs. GREEN APPLEの大森元貴が1位に輝いた[44]。